# أندي ميكيتا
أندي ميكيتا (بالإنجليزية: Andy Mikita)‏ هو مخرج تلفزيوني ومنتج كندي. اشتغل في صناعة التلفاز والأفلام لمدة 20 سنة. ميكيتا معروف أكثر لعمله كمخرج لمسلسل ستارغيت إس جي 1 و العرض الشقيق له ستارغيت أتلانتس.

## روابط خارجية
- أندي ميكيتا على موقع IMDb (الإنجليزية)
- أندي ميكيتا على موقع ألو سيني (الفرنسية)
- أندي ميكيتا على موقع قاعدة بيانات الفيلم (الإنجليزية)
- أندي ميكيتا على موقع كينوبويسك (الروسية)